# Странник (премия)
«Стра́нник» — российская литературная премия в области фантастики, вручавшаяся на Конгрессе фантастов России с 1994 по 2013 год. Присуждалась на основании тайного голосования жюри из известных писателей (что кардинальным образом отличало её от другой престижной российской премии «Интерпресскон», в которой в голосовании может принимать каждый аккредитованный участник). Среди постоянных членов жюри — Александр Громов, Марина и Сергей Дяченко, Андрей Лазарчук, Евгений Лукин, Сергей Лукьяненко, Андрей Столяров, Михаил Успенский и др. В. Ларионов сопоставлял премию «Странник» с американской писательской премией «Небьюла».

## Номинации

### Вручается в следующих номинациях
- Крупная форма
- Средняя форма
- Малая форма
- Перевод
- Критика, публицистика, литературоведение
- Редактор, составитель
- Издательство
- Художник, иллюстратор

### Жанровые номинации
- «Меч Руматы» (героико-романтическая и приключенческая фантастика)
- «Меч в зеркале» (альтернативно-историческая фантастика и фантастика о параллельных мирах)
- «Меч в камне» (фэнтези, сказочная фантастика)
- «Лунный меч» (мистика, хоррор, ужасы)

### Спецпремии
- «Паладин Фантастики» (за вклад).
- «Мастер издалека» (иностранным писателям)
- «Малый Странник» (приз симпатий отдельных членов жюри)
- «Пятый меч» (премия партнеров)
- «Легенда фантастического кинематографа» (кинопремия)

- «Золотой Остап» (за юмористическую фантастику)

## Новые номинации
С 2009 года номинации премии изменены, а первичный отбор произведений проводит сайт fantlab.ru.
- Лучший сюжет
- Блистательная стилистика
- Необычная идея
- Образ Будущего
- Меч «Рыцарь фантастики»
- Лучшее печатное издание (только 2009)
- Собиратель миров (только 2009)

## Лауреаты
- См. Категория:Лауреаты премии «Странник»